# Ucieczka do Egiptu (obraz Adama Elsheimera 1609)
Ucieczka do Egiptu – obraz niemieckiego malarza wczesnego baroku Adama Elsheimera. Jest to jeden z dwóch obrazów o tym temacie tego malarza. Obraz powstał około 1609 roku, a obecnie jest przechowywany w Starej Pinakotece w Monachium.

## Temat obrazu
Obraz ten to nocny pejzaż. Józef trzymając latarnię w ręku prowadzi wzdłuż brzegu jeziora siedzących na ośle Marię i małego Jezusa. Pomimo widocznej pełni blask Księżyca nie przesłania Drogi Mlecznej ciągnącej się od środka do lewego górnego rogu obrazu. Droga Mleczna została namalowana przez Adama Elsheimera jako ciąg gwiazd, gdyż artysta każdą gwiazdę malował oddzielnie kolejnymi ruchami pędzla. Jest to pierwsze znane w sztuce przedstawienie Drogi Mlecznej jako pasa składającego się z poszczególnych gwiazd.